# Distrikt Ahuac

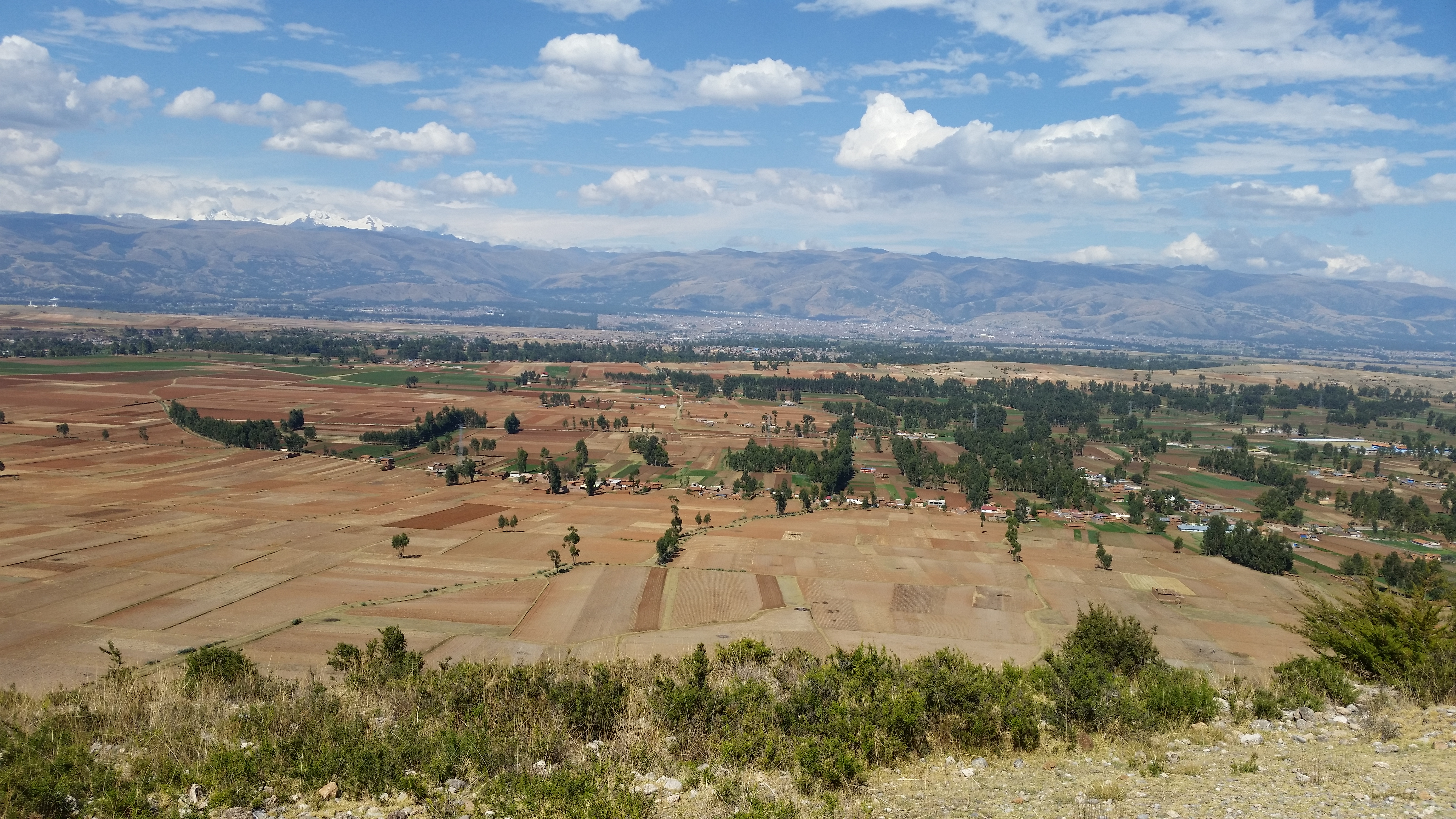
Landschaft nördlich von Ahuac

Der Distrikt Ahuac, alternative Schreibweise Distrikt Áhuac, liegt in der Provinz Chupaca in der Region Junín in Zentral-Peru. Der Distrikt wurde am 14. November 1905 gegründet. Er besitzt eine Fläche von 73,7 km². Beim Zensus 2017 wurden 6694 Einwohner gezählt. Im Jahr 1993 lag die Einwohnerzahl bei 7309, im Jahr 2007 bei 6547. Sitz der Distriktverwaltung ist die 3315 m hoch gelegene Kleinstadt Ahuac mit 3704 Einwohnern (Stand 2017). Ahuac befindet sich 4,5 km südwestlich der Provinzhauptstadt Chupaca.

## Geographische Lage
Der Distrikt Ahuac befindet sich im Andenhochland im Nordosten der Provinz Chupaca. Entlang der nördlichen Distriktgrenze fließt der Río Cunas nach Osten.
Der Distrikt Ahuac grenzt im Südwesten an die Distrikte Yanacancha und San Juan de Jarpa, im Nordwesten an den Distrikt Chambara (Provinz Concepción), im Norden an den Distrikt Huachac, im Nordosten an den Distrikt Chupaca sowie im Südosten an den Distrikt San Juan de Iscos.

## Ortschaften
Im Distrikt gibt es neben dem Hauptort folgende größere Ortschaften:
- Ahuac (3.704 Einwohner)
- Alanya (260 Einwohner)
- Amarucancha (213 Einwohner)
- Copca (225 Einwohner)
- Huarisca Grande (432 Einwohner)
- Ñahuimpuquio (239 Einwohner)
- San Juan (995 Einwohner)
- San Pedro de Huarisca Grande

## Im Distrikt Ahuac geboren
- Vladimir Cerrón (* 1970), peruanischer Neurochirurg und Politiker
- Bertha Rojas López, peruanische Literaturwissenschaftlerin, Schriftstellerin und Kinderbuchautorin